# Historia del uniforme del Sport Boys Association
El uniforme del Sport Boys Association tiene como colores distintivos el rosado y el negro. Se adoptaron en el mismo año de fundación dejando atrás la camiseta original a rayas verticales rojas y amarillas.
Como uniformes de recambio, el club ha adoptado el color negro principalmente y en los últimos años ha utilizado el blanco.

## Evolución

### Uniforme titular
Luego de la fundación del club, allá por el año 1927, se decidió que la camiseta del Boys fuera a rayas verticales rojas y amarillas. Sin embargo, ese mismo año, luego del primer campeonato en que participó el club —un torneo infantil organizado por el Club Intelectual Raimondi de La Victoria— se decidió cambiar el color del uniforme, adoptando la casaquilla rosada. Y jamás ha sido cambiada desde entonces. El modelo de la camiseta ha ido variando con el paso de los años, mas no los colores que representan al club. El año 1981 se caracterizó porque el club vistió un conjunto completamente rosado, uniforme que fue utilizado también en algunos partidos de 1973, 1986, 2009 y 2010.
| 1927 | 1927-1972 | 1973 | 1974 | 1975-1977 | 1978 | 1979-1980 | 1981-1983 | 1984-1985 | 1986 |

| 1987 | 1987 | 1988-1989 | 1990 | 1991 | 1992 | 1993 | 1993-1994 | 1995 | 1996 |

| 1997 | 1998 | 1999 | 1999-2000 | 2001 | 2002 | 2003 | 2004 | 2005 | 2006 |

| 2007 | 2008 | 2009 | 2010 | 2011 | 2012 | 2013 | 2014 | 2015 | 2016 |

| 2017 | 2018 | 2019 | 2020 | 2021 | 2022 | 2023 | 2024 | 2025 |

### Uniforme alternativo
Debido a la peculiaridad del color de camiseta, pocas veces el club ha utilizado una casaquilla alterna. En 1989 ante Juventud Progreso, que también vestía de rosado, utilizó una camiseta amarilla. Luego en 2004 vistió en algunos partidos con uniforme negro como protesta por haber sido despojado del tercer cupo a la Copa Libertadores. También vistió de negro en el año 2010. En 2008 y 2014 se quiso recordar los colores originales del club y se adoptó, como camiseta alternativa, una con rayas verticales amarillas y rojas que se usó por única vez en la jornada 16 de la Segunda División 2014 en Huacho contra el Pacífico, debido a que ambos clubes tienen el uniforme titular del mismo color. En los años siguientes alternó el uso del color blanco y del color negro en su segunda equipación.
| 1989 | 2004 | 2005 | 2008 | 2010 | 2014 | 2015 | 2016 | 2017 | 2018 |

| 2019 | 2020 | 2021 | 2022 | 2023 | 2024 | 2025 |

### Uniforme en homenaje al Señor del Mar
En 2021 presentó una camiseta color morado como homenaje al Señor del Mar. Fue utilizada por primera vez en octubre de ese año ante Universidad Técnica de Cajamarca. Desde entonces, el club cada año estrena una nueva camisetra tras este motivo durante el mes de octubre.
| 2021 | 2022 | 2023 | 2024 |

### Uniforme especial
A inicios de 2017 el club lanzó una camiseta rosada con una franja vertical verde en homenaje al club brasileño Chapecoense luego del accidente aéreo ocurrido el año anterior. Se utilizó en un amistoso ante ese club en la denominada Noche Rosada. En julio de ese mismo año se presentó una camiseta conmemorativa por los 90 años del club.
En julio de 2024 se lanzó una camiseta en homenaje al equipo que logró el título del Campeonato Descentralizado 1984. Al año siguiente el club presentó una camiseta conmemorativa con los colores de la primera camiseta.
| 2017 | 2017 | 2017 | 2018 | 2022 | 2023 | 2024 | 2025 |

## Patrocinio
| Período   | Proveedor | Logotipo |
| --------- | --------- | -------- |
| 1979-1983 | Adidas    |          |
| 1987-1991 | Calvo     |          |
| 1992      | Lotto     |          |
| 1993-1994 | Polmer    |          |
| 1995      | Lotto     |          |
| 1996      | Topper    |          |
| 1997-1998 | Kelme     |          |
| 1998      | Topper    |          |
| 1999      | Penalty   |          |
| 2000-2003 | Loma's    |          |
| 2004-2005 | Walon     |          |
| 2006-2009 | Loma's    |          |
| 2010      | Vieri     |          |
| 2011-2013 | Triathlon |          |
| 2014-2016 | Real      |          |
| 2017-2021 | Sfera3    |          |
| 2022-act. | Astro     |          |

| Periodo   | Patrocinador                 |
| --------- | ---------------------------- |
| 1985-1986 | Roddy                        |
| 1987      | Cesca                        |
| 1992      | PROBANK                      |
| 1994-1995 | Hogar                        |
| 1996-1997 | Cerveza Cusqueña             |
| 1998-2002 | Z Gas                        |
| 2003      | Pecsa                        |
| 2005-2006 | Brahma                       |
| 2007-2008 | Universidad Alas Peruanas    |
| 2009      | Minka                        |
| 2011-2012 | Gobierno Regional del Callao |
| 2014      | New Athletic                 |
| 2015      | Cerveza Tres Cruces          |
| 2016      | New Athletic                 |
| 2017      | Cemento Nacional             |
| 2018      | Minka                        |
| 2019-2021 | Roky's                       |
| 2022-act. | Minka                        |

## Influencia
En Colombia, el Deportivo Pasto adoptó los colores del Sport Boys luego de una visita del club a la ciudad de Pasto en los años 1940 y los mantuvo en su camiseta hasta 1995.